# BelAZ 75600
BelAZ 75600 は、ベラーズによってベラルーシで開発・製造された、ウルトラクラスのホウルトラックである。
様々な気候条件下で岩石を輸送するためにに使用されている。